# Мариновская волость
Мариновская волость — историческая административно-территориальная единица Миусского, затем Таганрогского округа Области Войска Донского с центром в слободе Мариновка.
По состоянию на 1873 год состояла из 2 слобод и 4 посёлков. Население — 4612 человек (2351 мужского пола и 2261 — женского), 684 дворовых хозяйства и 4 отдельных двора.
Крупнейшие поселения волости:
- Мариновка — слобода у реки Ольховая в 120 верстах от окружной станицы и за 25 верст от Есауловской почтовой станции, 1181 человек, 185 дворовых хозяйств и 1 отдельный дом, в хозяйствах насчитывалось 48 плугов, 110 лошадей, 194 пары волов, 1189 овец;
- Степановка — слобода у реки Ольховая за 122 версты от окружной станицы и за 25 верст от Есауловской почтовой станции, 1793 человека, 272 дворовых хозяйства;
- Григорьевка (Калиновка) — посёлок у реки Ольховая за 120 верст от окружной станицы и за 15 верст от станции Успенская Курско-Харьковско-Азовской железной дороги, 932 человека, 127 дворовых хозяйств и 3 отдельных дома.
- Новопетровское — посёлок у реки Ольховая за 113 верст от окружной станицы и за 18 верст от станции Успенская Курско-Харьковско-Азовской железной дороги, 119 человек, 20 дворовых хозяйств.
- Ремивка — посёлок у реки Ореховая за 135 верст от окружной станицы и за 35 верст от Есауловской почтовой станции, 271 человек, 36 дворовых хозяйств;
- Саур-Могила — посёлок у реки Сауровка за 120 верст от окружной станицы и за 30 верст от Есауловской почтовой станции, 316 человек, 44 дворовых хозяйства.

Старшинами волости были: в 1905 году — Григорий Гаврилович Колесников, в 1907 году — Фёдор Григорьевич Сканенко, в 1912 году — Ф. Г. Скопенко.